# Trap (EP)
Trap é o mini-álbum de estreia do cantor Henry. Foi lançado em 7 de junho de 2013, pela SM Entertainment e KMP Holdings na Coreia do Sul.

## Antecedentes
Em 28 de maio de 2013, dois teasers de fotos misteriosas foram liberadas pela SM Entertainment, anunciando a estreia de um novo artista solo masculino. No dia seguinte a gravadora que Henry do Super Junior-M era o artista misterioso. Um vídeo teaser da faixa-título, "Trap", foi lançado em 31 de maio seguido por um vídeo medley das músicas incluídas em seu primeiro mini-álbum. O álbum foi lançado oficialmente em 7 de junho de 2013, juntamente com o vídeo da música "Trap". As versões em chinês e inglês de "Trap" será lançadas em breve.

## Lançamentos
A edição de Taiwan de Trap foi lançada em 5 de julho. O álbum é o mesmo que a edição coreana, exceto um bilhete de rifa que está incluído dentro de promoções de Taiwan de Henry.
A versão chinesa de Trap será lançada em 14 de agosto e inclui uma versão chinesa de "Trap" e "1-4-3 (I Love You)". Ambas as versões de "Trap" (uma com Kyuhyun e uma com Taemin) também serão incluídas neste álbum. A primeira edição também vai incluir um cartão de Henry.

## Promoções
Henry promoveu o álbum em muitos programas de música, Music Bank, 'Music Core, Show Champion, M! Countdown, e Arirang Simply K-Pop. Sua primeira apresentação no exterior foi no Hong Kong Dome Concert em 1º de julho, em Hong Kong. Ele apresentou a versão chinesa de "Trap (feat. Taemin)" , e apresentou pela primeira vez, "Holiday" e "Off My Mind (表白)", sua faixa solo no Super Junior-M em Perfection. A pré-visualização do vídeo da música para a versão chinesa de "Trap" foi filmado e mostrado em um programa de Hong Kong, Jade Solid Gold. Ele também foi o apresentador para um prêmio neste programa.
Henry está começando a sua promoção no exterior em agosto começando com Bangkok, Tailândia, Taipei e Taiwan para o seu lançamento do álbum. Ele vai ficar em Taiwan, durante sete dias para participar do evento de autógrafos e outros eventos promocionais. Ele também está participando da turnê do Super Junior, Super Show 5 em Taipei na mesma semana como membro do Super Junior-M.

## Gráficos
Ele alcançou o #2 no Gaon Weekly álbuns e paradas de álbuns domésticas semanais na Coreia do Sul e #1 no KKBOX singles coreanos diários e semanais e paradas diárias e semanais coreanas por quatro semanas consecutivas em Taiwan. O álbum também está classificado em #1 no KKBOX álbum mensal coreano.

## Lista de faixas
| N.º            | Título                                | Letras                                             | Música                                            | Duração |  |
| 1.             | "Trap" (feat. Taemin & Kyuhyun)       | Misfit                                             | Svante Halldin, Emilh Tigerlantz, Geraldo Sandell | 3:46    |  |
| 2.             | "1-4-3 (I Love You)" (feat Amber Liu) | Jun Gan-di, Neil Nallas                            | Noize Bank                                        | 3:27    |  |
| 3.             | "My Everything"                       | Seo Jeong-hwan, AB&Co., Jo Yoon-gyung, Neil Nallas | Noize Bank                                        | 3:20    |  |
| 4.             | "Ready 2 Love"                        | Seo Jeong-hwan, AB&Co., Neil Nallas                | Noize Bank                                        | 3:19    |  |
| 5.             | "Holiday"                             | Jo Yoon-gyung                                      | Sebastian Thott, Didrik Thott, Alexander Karlsson | 3:18    |  |
| 6.             | "I Would"                             | Kim Taesung, Andrew Choi                           | Yiruma, 2FACE                                     | 4:02    |  |
| Duração total: | Duração total:                        | Duração total:                                     | Duração total:                                    | 21:01   |  |

## Desempenho nas paradas

### Álbum
| Gréfico                          | Posições |
| -------------------------------- | -------- |
| Gaon Weekly album chart          | 2        |
| Gaon Weekly domestic album chart | 2        |
| Gaon Monthly album chart         | 5        |
| Gaon Yearly album chart          |          |

| Canção | Melhores posições | Melhores posições |
| Canção | KOR               | US                |
| Canção | Gaon Chart        | K-Pop Billboard   |
| ------ | ----------------- | ----------------- |
| "Trap" | 28                | 18                |

| Parada              | Quantidade |
| ------------------- | ---------- |
| Gaon physical sales | 30,213+    |

## Histórico de lançamento
| País          | Data                                                                           | Formato             | Gravadora                     |
| ------------- | ------------------------------------------------------------------------------ | ------------------- | ----------------------------- |
| Coreia do Sul | 7 de junho de 2013                                                             | Download digital CD | SM Entertainment/KMP Holdings |
| Taiwan        | 5 de junho de 2013 (Versão em coreano) 14 de agosto de 2013 (Versão em chinês) | CD                  | Avex Taiwan                   |